# Dag Olsson
Dag Lennart ”Daggen” Olsson, född 30 november 1944 i Kristine församling i Falun, dåvarande Kopparbergs län, död 24 februari 2024 i Sankt Pauli distrikt i Göteborg, Västra Götalands län, var en svensk ishockeydomare i Elitserien, samt internationell domare i VM, OS och Canada Cup. 
Dag Olsson spelade ishockey i Orsa IK, Strömsbro IF, Leksands IF och IF Tunabro mellan åren 1960 och 1972.
Efter en tränarkarriär i Tunabro utbildade han sig 1975 till domare och blev säsongen 1978/1979 domare i Elitserien. Under 1980-talet var han en av Sveriges mest kände domare med över 600 elitseriematcher och flera internationella turneringar. Hittills är Olsson den ende svensk som dömt samtliga av de 3 stora turneringarna - VM, OS och Canada Cup.  Efter den egna domarkarriären engagerade sig Olsson under 1990-talet internationellt i IIHFs domarkommitté. 
Han var även stödpedagog vid Björkhaga Skola i Tumba / Botkyrka senare delen av 90-talet. 
För många yngre kanske Dag Olsson främst är känd som domaren i TV-programmet Gladiatorerna där han medverkade under åren 2000–2004.

## Meriter
- Internationell domare under tolv säsonger
- Ledamot i Internationella Ishockeyförbundets domarkommitté under tolv säsonger
- Elitseriedomare under tolv säsonger
- Domarsupervisor under elva säsonger